# Herľany
Herľany es un municipio del distrito de Košice-okolie en la región de Košice, Eslovaquia, con una población estimada a final del año 2024 de 286 habitantes.
Se encuentra ubicado en el centro de la región, en la cuenca hidrográfica del río Sajó (afluente derecho del Tisza) y cerca de la frontera con la región de Prešov y con Hungría.

## Demografía
| Año        | 1994 | 2004    | 2014    | 2024    |
| ---------- | ---- | ------- | ------- | ------- |
| Población  | 292  | 287     | 285     | 286     |
| Diferencia |      | −1,71 % | −0,69 % | +0,35 % |

| Año        | 2023 | 2024    |
| ---------- | ---- | ------- |
| Población  | 276  | 286     |
| Diferencia |      | +3,62 % |